# Regulus calendula
Regulus calendula là một loài chim trong họ Regulidae.
Loài chim nhỏ được tìm thấy trên khắp Bắc Mỹ. Chúng có bộ lông màu xanh ô liu với hai thanh cánh màu trắng và một vòng mắt màu trắng. Chim trống có một chỏm lông đầu màu đỏ, thường được che giấu. Bề ngoài chim trống chim mái giống hệt nhau (ngoài chỏm lông đầu), và chim vị thành niên tương tự như bộ lông chim trưởng thành. Nó là một trong những loài chim biết hót nhỏ nhất ở Bắc Mỹ. Ba phân loài hiện đang được công nhận.
Đây là loài di cư, và phạm vi của nó kéo dài từ tây bắc Canada và Alaska nam đến Mexico. Môi trường sống sinh sản của chúng là rừng cây vân sam ở các vùng miền núi phía bắc của Hoa Kỳ và Canada. 